# Tulipa Ruiz
Tulipa Ruiz   (Santos, 19 d'octubre de 1978) de nom complet Tulipa Ruiz Chagas, també coneguda com a Tulipa, és una cantautora i artista brasilera. És una de les artistes més importants i interessants sorgides del Brasil en aquest segle, que aconsegueix reverenciar els tropicalistes sense sonar ancorada en el passat.

## Biografia
Tulipa Ruiz Chagas va néixer a Santos, estat de São Paulo, el 19 d'octubre de 1978. El seu pare, Luiz Chagas, era membre de la banda Isca da Polícia, d'Itamar Assumpção. Va ser ell qui va posar el nom a Tulipa fent un homenatge a una de les pel·lícules preferides, The Black Tulip (1964). Quan els seus pares es van divorciar, ella es va traslladar, amb la seva mare Graziella i el seu germà Gustavo, a São Lourenço, Minas Gerais, on va créixer i treballar en una botiga de discos fins a traslladar-se a São Paulo, amb vint-i-dos anys, per estudiar periodisme a la Pontificia Universitat Catòlica de São Paulo (PUC-SP).
Va formar part de diversos conjunts musicals durant els seus anys universitaris, però oficialment la seva carrera va començar el 2009. El seu àlbum de debut, aclamat per la crítica, Efêmera, va sortir el 2010, i la seva cançó homònima va ser inclosa en la banda sonora del videojoc FIFA 11. El 2012 amb Tudo Tanto va guanyar un premi Multishow de música brasilera i un premi APCA. El seu tercer àlbum, Dancê, que va sortir el 2015, li va proporcionar un premi Grammy llatí. De fet, Tulipa va ser la primera independent, és a dir sense contracte amb una gran discogràfica, a guanyar un Grammy llatí (en la categoria de Millor àlbum de pop contemporani brasiler) i amb aquest assoliment va obrir portes a altres professionals de la música.
El 2013 va ser música convidada al debut del raper Emicida O Glorioso Retorno de Quem Nunca Esteve Aqui, i el 2016 va col·laborar amb l'antic membre de Titãs Nando Reis en el seu vuitè àlbum en solitari, Jardim-Pomar. El seu següent llançament, Tu, va sortir el 2017. La idea de Tulipa era publicar una relectura dels seus anteriors àlbums, però finalment va afegir també cançons inèdites. El disc compta amb una contribució convidada del músic mexicà Adan Jodorowsky, fill del cineasta Alejandro Jodorowsky.
L'any 2020 va preparar un nou treball, en commemoració del 10è aniversari del seu debut. La pandèmia de COVID-19 va provocar l'endarreriment de l'estrena d'Efêmera (Remix), que no va veure la llum fins al 2022. L'artista va decidir enregistrar-lo a la Casa Moderna, la primera residència modernista del Brasil, obra de Gregori Warchavchik. La publicació d'aquest àlbum pràcticament va coincidir amb el seu nou LP d'estudi: Habilidades Extraordinárias. Amb aquest disc, Ruiz s'allunyava del folk suau i cerca una sonoritat més propera al rock indie.
Tot i les seves diferències, els discos de Tulipa s'han considerat junt amb els de Natalia Lafourcade, iLe i Lucrecia Dalt que comparteixen la voluntat de reformular les tradicions sonores de Llatinoamèrica.
A banda de la seva carrera musical, Tulipa també ha realitzat il·lustracions per a revistes, portades d'àlbums, cartells de concerts i quaderns; les seves obres d'art es mostren a la seva pàgina oficial de Tumblr.

## Influències
Tulipa afirma estar fortament influenciada per cantants com Meredith Monk, Joni Mitchell, Gal Costa, Ná Ozzetti, Zezé Motta, Baby Consuelo i Joyce. Ella mateixa denomina el seu estil musical com a "pop del bosc", ja que es va criar en una zona rural mineira.

## Discografia

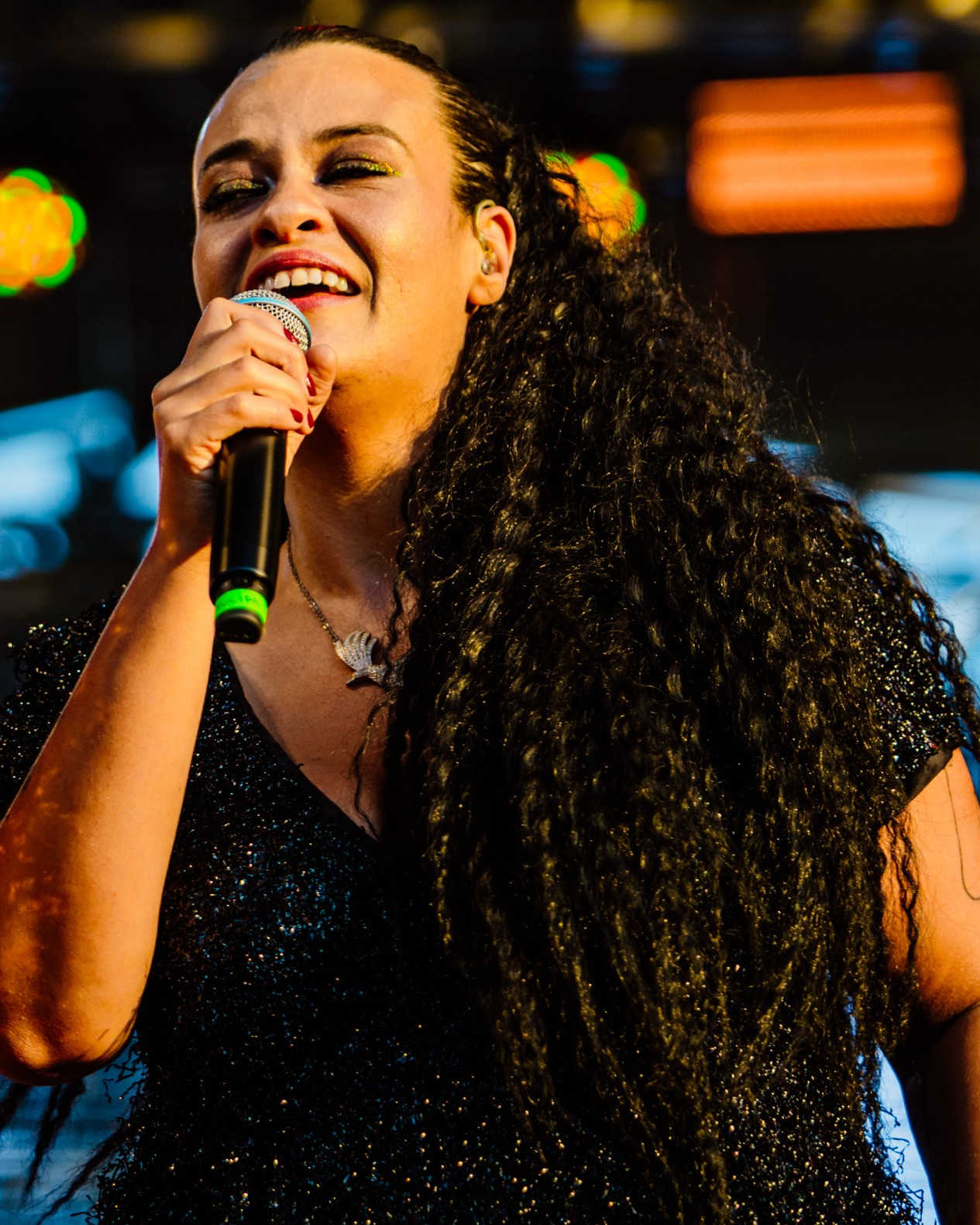
Tulipa Ruiz en concert, 2022